# 崖豆藤野桐
崖豆藤野桐（学名：Mallotus millietii）为大戟科野桐属下的一个种。

## 扩展阅读
- 維基物種上的相關：崖豆藤野桐